# Unione Sportiva Crotone 1967-1968
Questa pagina raccoglie le informazioni riguardanti l'Unione Sportiva Crotone nelle competizioni ufficiali della stagione 1967-1968.

## Rosa
| N. |                   | Ruolo | Calciatore          |
| -- | ----------------- | ----- | ------------------- |
|    | Italia (bandiera) | C     | Michele Apa         |
|    | Italia (bandiera) | D     | Felice Barbetta     |
|    | Italia (bandiera) | P     | Luciano Bertoni     |
|    | Italia (bandiera) | C     | Adriano Birtig      |
|    | Italia (bandiera) |       | Bon                 |
|    | Italia (bandiera) | A     | Pietro Chiricallo   |
|    | Italia (bandiera) | A     | Loris De Carolis    |
|    | Italia (bandiera) | A     | Giorgio De Giuliani |
|    | Italia (bandiera) | C     | Oreste Francia      |
|    | Italia (bandiera) | C     | Roberto Golfarini   |
|    | Italia (bandiera) | C     | Renato Luchitta     |

| N. |                   | Ruolo | Calciatore           |
| -- | ----------------- | ----- | -------------------- |
|    | Italia (bandiera) | D     | Rino Mela            |
|    | Italia (bandiera) | D     | Elio Parolini        |
|    | Italia (bandiera) | A     | Nicodemo Pirito      |
|    | Italia (bandiera) | C     | Diego Pupo           |
|    | Italia (bandiera) | A     | Pietro Rasi          |
|    | Italia (bandiera) | A     | Angelo Seghezza      |
|    | Italia (bandiera) | P     | Michelangelo Sulfaro |
|    | Italia (bandiera) | C     | Piernicola Troli     |
|    | Italia (bandiera) | C     | Piernicola Virgili   |
|    | Italia (bandiera) |       | Zola                 |